# Pulpitis
La pulpitis és una inflamació del teixit de la polpa dental. En general s'associa amb mal de queixal.

## Símptomes
Augment de la sensibilitat als estímuls, específicament freds i calents, és un símptoma comú de la pulpitis. Un dolor palpitant prolongat pot estar associat amb la malaltia. No obstant això, la pulpitis també es pot presentar sense cap dolor.

## Causes i patogènia
La pulpitis sol ser causada per una càries dental que penetrant a través de l'esmalt i la dentina arribi a la polpa; i, per tant, sol estar associada a una inflamació produïda per una infecció bacteriana. En el cas de la càries penetrant, la càmera de la polpa ja no està aïllada del medi ambient de la cavitat oral.
També pot ser resultat d'un traumatisme, tal com agressió tèrmica de repetició dels procediments dentals, traumes repetitius o en casos rars de periodontitis.
Quan la polpa s'inflama, la pressió comença a augmentar en la cavitat de la polpa, exercint una pressió sobre el nervi de la dent i els teixits circumdants. La pressió de la inflamació pot causar dolor de lleu a extrem, depenent de la severitat de la inflamació i de la resposta del cos. A diferència d'altres parts del cos on la pressió es pot dissipar a través dels teixits tous circumdants, la cavitat de la polpa és molt diferent. Està envoltada de dentina, un teixit dur que no permet la dissipació de la pressió, de manera que l'augment del flux de sang, una característica de la inflamació, produirà dolor. Aquesta característica de la cavitat pulpar fa molt difícil l'eliminació d'una infecció bacteriana. La pulpitis sovint pot crear tanta pressió sobre el nervi de la dent que l'individu té problemes per localitzar la font del dolor, confonent-lo amb un origen en les dents veïnes, anomenat dolor referit.
Si la dent queda denervada (mort del nervi), això pot dur a la pulpitis irreversible, depenent de la zona, la taxa d'infecció, i la longitud de la lesió. Això és per què les persones que han perdut la innervació dental tenen una capacitat curativa reduïda i un augment de la freqüència de lesió dental. Així, a mesura que les persones envelleixen, la seva pèrdua gradual d'innervació facilita la pulpitis.

## Tipus

### Pulpitis reversible
En la qual la polpa s'inflama i s'activa una resposta a un irritant (a través d'una lesió de càries que arriba a la polpa).
Els símptomes inclouen dolor o sensibilitat transitòria resultant de molts estímuls, sobretot calor, fred, dolçor, l'aigua i el tacte. La polpa es considera encara viva.

### Pulpitis irreversible
En aquesta situació la polpa està irreversiblement danyada, és a dir no es pot recuperar de la lesió i el dany. Per exemple, el deteriorament que ha arribat a la polpa de la dent introdueix bacteris en la polpa. La polpa està encara viva, però la introducció de bacteris en la polpa no permetrà que la polpa es curi i en última instància es traduirà en una necrosi, o mort del teixit pulpar.
Els símptomes associats amb pulpitis irreversible poden incloure un dolor sord, un dolor persistent després de l'exposició a l'escalfor o al freda (encara que realment el fred pot proporcionar alleujament), un dolor espontani, o un dolor referit.
No cura espontàniament.

## Tractament
En la pulpitis reversible una vegada que l'agent irritant s'elimina, en general mitjançant l'eliminació de la càries i la col·locació d'una restauració, la polpa retorna al seu estat normal, el sa.
La pulpitis irreversible no curarà per si sola. La dent es pot tractar mitjançant una endodòncia, en la qual la polpa es retira i se substitueix per gutaperxa. Una alternativa és l'extracció de la dent, això pot ser necessari si no hi ha prou teixit coronal restant per a la restauració.